# Kraftwerk Innstufe Imst-Haiming
Das Kraftwerk Innstufe Imst-Haiming ist ein geplantes Mitteldruck-Laufwasserkraftwerk am Inn im Tiroler Oberland in Österreich. Das Projekt unter der Leitung der TIWAG befindet sich kurz vor Baubeginn. 

## Geschichte
Im Jahre 2013 wurde das Projekt zur Vorprüfung der Umweltverträglichkeit bei den Behörden eingereicht, die positiv abgeschlossen werden konnte. Die eigentliche Umweltverträglichkeitsprüfung (UVP) begann 2015, die im Sommer 2016 in einem Verbesserungsauftrag endete. 2018 wurde ein Verbesserungsvorschlag eingereicht. Im Feber 2023 hat die UVP-Behörde im Land einen positiven Bescheid ausgestellt. Dieser wurde beeinsprucht. Im November 2024 hat das Bundesverwaltungsgericht ökologische Nachbesserungen gefordert. Im Feber 2025 hat der TIWAG-Aufsichtsrat den Baubeschluss für das neue Kraftwerk Imst-Haiming gefasst. Die Inbetriebnahme ist im Jahr 2030 vorgesehen.

## Bedenken
Beim Bau des Kraftwerks muss auf die Wasserführung in der Imster Schlucht Rücksicht genommen werden, die bei Wildwassersportlern sehr beliebt ist. Weiter gibt es Widerstand vonseiten der Obst- und Weinbauern. Sie befürchten eine Veränderung des Mikroklimas in der Region Haiming durch Nebel, der vom Ausgleichsbecken des Krafthauses ausgehen könnte. Außerdem könnte der Triebwasserstollen im Berg die Grundwasserführung verändern.

## Technik
Die Anlage ist als Ausleitungskraftwerk konzipiert, das das Wasser aus dem bestehenden überliegenden Kraftwerk Imst verwendet. Für das Kraftwerk Imst-Haiming wird somit keine neue Wehranlage im Inn benötigt. Die 14,5 km lange Triebwasserleitung führt zuerst dem rechten Talhang entlang, wechselt bei Karres die Talseite und endet im Krafthaus Haiming, wo es das Wasser von Turbinen mit einer Gesamtleistung von 43,5 MW verarbeitet wird. Das Unterwasser gelangt in ein Ausgleichsbecken▼, das dieses gleichmäßig in den Inn abfließen lässt. Jährlich sollen mit dem Kraftwerk 270 GWh Strom erzeugt werden.